# Rubén Yáñez
Rubén Yáñez, właśc. Orlando Rubén Yáñez Alabart (ur. 12 października 1993 w Blanes) – hiszpański piłkarz grający na pozycji bramkarza w hiszpańskim klubie SD Huesca, który jest wypożyczony z Getafe CF.

## Kariera piłkarska

### Kariera klubowa
Wychowanek klubów CF Lloret, Girona FC i Realu Madryt. Rozpoczął karierę piłkarską w drużynie Real Madryt C. W 2013 został piłkarzem Real Madryt Castilla, a od 2015 był rezerwowym bramkarzem Realu Madryt. 17 sierpnia 2017 przeszedł do Getafe CF. W sezonie 2017/18 został wypożyczony do Cádizu.

### Kariera reprezentacyjna
W 2013 znalazł się w młodzieżowej reprezentacji Hiszpanii na Mistrzostwach Świata U-20, na których jego reprezentacja doszła do ćwierćfinału. Wystąpił wówczas w 1 meczu.